# Saint-Bonnet
Saint-Bonnet település Franciaországban, Charente megyében. Lakosainak száma 407 fő (2022. január 1.). Saint-Bonnet Angeduc, Barbezieux-Saint-Hilaire, Challignac, Ladiville, Saint-Aulais-la-Chapelle, Salles-de-Barbezieux, Vignolles és Val des Vignes községekkel határos.

## Népesség
A település népessége az elmúlt években az alábbi módon változott:
| Lakosok száma | 470  | 369  | 374  | 373  | 374  | 398  | 407  | 406  | 406  | 407  |
|               | 1968 | 1982 | 1990 | 2006 | 2013 | 2015 | 2017 | 2019 | 2020 | 2022 |